# Оранжада
Оранжада је безалкохолно, бистро, освежавајуће пиће. Ово газирано пиће се састоји од воде, шећера и додатака који му дају наранџасту боју и укус поморанџе. Оранжада је слична клакеру и прави се по малим приватним пунионицама оваквих пића содарама. Оранжада и клакер су претходница Кока-коле и других освежавајућих пића на овим просторима. До појаве "Витасока“, шездесетих година двадесетог века, било је једно од ретких освежавајућих пића која су се могла купити. Продавала се у стакленим флашама од 2 децилитра а поклопац је био од порцелана са гумом ради дихтовања, и жичаног држача. Традиционално се продавао из велике вангле напуњене ледом. Данас се оранжада и клакер могу наћи само још на неким вашарима у забаченим местима.
Клакер и оранжаду је производио мајстор занатлија содаџија у содаџијској радњи. Клакер и оранжада су се раније продавали у содарама или посластичарама.